# Pizzeria

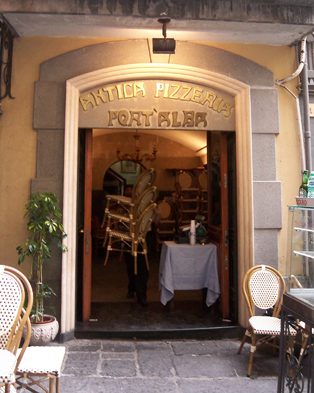
Antica Pizzeria Port'Alba di Napoli, aperta come pizzeria nel 1830, è considerata la più antica al mondo.

La pizzeria è un locale commerciale, adibito alla preparazione e alla vendita della pizza.

## Tipologie
La vendita della pizza non è un'esclusiva delle pizzerie, poiché il prodotto alimentare viene venduto anche in rosticcerie, panifici, gastronomie e ipermercati.

### Pizzeria-ristorante
Si tratta di un particolare tipo di ristorante, in cui sono disponibili anche calzoni e fritti vari insieme ad altre pietanze. I clienti scelgono le ordinazioni dai menù e vengono serviti al tavolo dal cameriere. Lo chef è affiancato da un pizzaiolo, al quale compete l'utilizzo del forno e la preparazione della pizza.Questa viene solitamente servita «al piatto» (ovvero nella forma tonda), in alcuni casi è possibile deciderne la lunghezza (pizza al metro). Talvolta, la pizza «al piatto» viene venduta anche per il consumo a casa («da asporto»).

### Pizzeria da asporto
Più piccola di una pizzeria-ristorante, è un locale nel quale la pizza viene acquistata per la consumazione a casa. La pizza può essere anche consumata oppure anche sul posto, in appositi banchi o tavoli predisposti nel locale. Spesso la pizzeria da asporto dispone di un frigo da cui è possibile acquistare anche bevande.

### A domicilio
Altrettanto diffusa è la consegna a domicilio, utilizzata anche come forma di pubblicità; alla consegna sono affiancati talvolta dei buoni sconto come offerta di lancio. Nel conto viene aggiunto il costo per la consegna, solitamente attorno all'euro. Il trasporto avviene generalmente con veicoli piccoli come scooter, cui sono installati appositi cassoni.
Alle consegne di pizza con motocicli è ispirato il videogioco Radikal Bikers.

### Catene fast food
Esistono inoltre catene fast food che coniugano la loro velocità nel servizio con il diffuso consumo della pizza. In Italia è nota la catena Spizzico, mentre tra quelle statunitensi è particolarmente conosciuta Pizza Hut.